# Hiram Edson
Hiram Edson (1806–1882) a hetednapi adventisták úttörője volt, aki az 1850-es években kulcsszerepet játszott az egyház létrejöttében, más vándorevangélistákkal együtt. Arról is ismert, hogy az egyház teológiájába bevezette a szentély-doktrínát (vizsgálati ítélet tanát).

## Élete
1806 végén született New York államban (USA). 1830-ban nősült, egy metodista szertartás keretében; felesége: Effa Crislert (1810-1839). Három gyermekük született. Felesége 1839-ben meghalt. Fél év múlva újranősült: Esther Mariah Persons-t (1816-1893) vette el, szintén metodista szertartás keretében. Ebből a kapcsolatból is három gyermeke született.
Növekvő családja miatt vásárolt egy 56 hektáros farmot. Mivel ez a föld mezőgazdasági földművelésre alkalmatlan volt, de legelőre jó,  juhokat tenyésztett.
1839 körül a metodista Episcopal Church Port Gibson-i templomának intézője lett, a gyülekezet által adományozott pénzek és az irodalom felhasználásáért felelős. Komoly, lelki életet élő laikusként széles körben tisztelték.
1843 nyarán, amikor a millerita prédikátorok sátortalálkozókat tartottak a New York állambeli Rochesterben, ő is részt vett ezeken az istentiszteleteken, és elolvasta az újságjukat.
A millerita mozgalom követője lett és arra számított, hogy Jézus Krisztus második eljövetele 1844. október 22-én fog bekövetkezni. A „nagy csalódást” követően napokon át depresszióba esett.
1846-ban a szombatot ünneplő adventisták kialakuló csoportjához csatlakozott. Adventista prédikátorokkal működött együtt és kiterjedt evangelizációs körutakon vett részt.  Sok éven át laikus prédikátorként dolgozott együtt Joseph Bates-szel, JN Andrews-szal és JN Loughborough- val együtt. 
Nyaranta gazdálkodott, hogy kifizesse a költségeit. 1850-ben eladta egyik farmját, hogy támogassa az adventista mozgalmat, majd két évvel később eladott egy második farmot is New York államban, hogy James White egy nyomdát vásárolhasson. 
1849 és 1867 között röpiratokat és cikkeket is írt a hetednapi adventista lapokhoz.
1855-ben Edsont a helyi gyülekezet vénévé (presbiter) avatták. 
Miután 1863-ban hivatalosan is létrejött a Hetednapi Adventista Egyház, 1870-ben felszentelték lelkésznek.
Az 1870-es években az egészségi állapota leromlott, mivel tuberkulózistól és huruttól (orr- és torokgyulladás) szenvedett. Az 1873 utáni egyházi konferencia üléseinek többségét kihagyta. 1882 elején halt meg New York államban, 75 éves korában.